# إتيان لامي
إتيان لامي (بالفرنسية: Étienne Lamy)‏ هو محامي وكاتب وصحفي وسياسي فرنسي، ولد في 2 يونيو 1845 في فرنسا، وتوفي بنفس المكان في 9 يناير 1919. انتخب Perpetual Secretary ‏ (1913 – 1919) وانتخب نائب فرنسي.